# Hypagyrtis brendae
Hypagyrtis brendae är en fjärilsart som beskrevs av Heitzman 1974. Hypagyrtis brendae ingår i släktet Hypagyrtis och familjen mätare. Inga underarter finns listade i Catalogue of Life.